# Fed Cup 2003
La Fed Cup 2003 è stata la 41ª edizione del più importante torneo tennistico per nazionali femminili. Hanno partecipato alla competizione 79 nazionali. La finale si è giocata dal 22 al 23 novembre all'Olympic Stadium di Mosca in Russia ed è stata vinta dalla Francia che ha battuto gli Stati Uniti.

## World Group
| Squadre partecipanti | Squadre partecipanti | Squadre partecipanti | Squadre partecipanti |
| Argentina            | Australia            | Austria              | Belgio               |
| Colombia             | Croazia              | Rep. Ceca            | Francia              |
| Germania             | Italia               | Russia               | Slovacchia           |
| Slovenia             | Spagna               | Svezia               | Stati Uniti          |
| -------------------- | -------------------- | -------------------- | -------------------- |

### Tabellone
|  | Primo turno 26–27 aprile                    | Primo turno 26–27 aprile           | Primo turno 26–27 aprile |                                |             | Quarti di finale 19–20 luglio | Quarti di finale 19–20 luglio    | Quarti di finale 19–20 luglio |  |   | Semifinali 19–20 novembre | Semifinali 19–20 novembre        | Semifinali 19–20 novembre |  |   | Finale 22–23 novembre | Finale 22–23 novembre | Finale 22–23 novembre |
|  |                                             |                                    |                          |                                |             |                               |                                  |                               |  |   |                           |                                  |                           |  |   |                       |                       |                       |
|  | Lowell, Stati Uniti (Cemento indoor)        |                                    |                          |                                |             |                               |                                  |                               |  |   |                           |                                  |                           |  |   |                       |                       |                       |
|  | S                                           | Stati Uniti                        | 5                        |                                |             |                               |                                  |                               |  |   |                           |                                  |                           |  |   |                       |                       |                       |
|  | S                                           | Stati Uniti                        | 5                        | Washington, Stati Uniti (hard) |             |                               |                                  |                               |  |   |                           |                                  |                           |  |   |                       |                       |                       |
|  |                                             | Rep. Ceca                          | 0                        |                                |             |                               |                                  |                               |  |   |                           |                                  |                           |  |   |                       |                       |                       |
|  |                                             | Rep. Ceca                          | 0                        | S                              | Stati Uniti | 5                             |                                  |                               |  |   |                           |                                  |                           |  |   |                       |                       |                       |
|  | Linköping, Svezia (Cemento indoor)          |                                    |                          | S                              | Stati Uniti | 5                             |                                  |                               |  |   |                           |                                  |                           |  |   |                       |                       |                       |
|  |                                             | S                                  | Italia                   | 0                              |             |                               |                                  |                               |  |   |                           |                                  |                           |  |   |                       |                       |                       |
|  |                                             | S                                  | Italia                   | 0                              | Svezia      | 2                             |                                  |                               |  |   |                           |                                  |                           |  |   |                       |                       |                       |
|  |                                             |                                    |                          |                                | Svezia      | 2                             | Mosca, Russia (Sintetico indoor) |                               |  |   |                           |                                  |                           |  |   |                       |                       |                       |
|  | S                                           | Italia                             | 3                        |                                |             |                               |                                  |                               |  |   |                           |                                  |                           |  |   |                       |                       |                       |
|  | S                                           | Italia                             | 3                        |                                |             |                               |                                  |                               |  | S | Stati Uniti               | 4                                |                           |  |   |                       |                       |                       |
|  | Bree, Belgio (Terra indoor)                 |                                    |                          |                                |             |                               |                                  |                               |  | S | Stati Uniti               | 4                                |                           |  |   |                       |                       |                       |
|  |                                             | S                                  | Belgio                   | 1                              |             |                               |                                  |                               |  |   |                           |                                  |                           |  |   |                       |                       |                       |
|  | S                                           | S                                  | Belgio                   | 1                              | Belgio      | 5                             |                                  |                               |  |   |                           |                                  |                           |  |   |                       |                       |                       |
|  | S                                           | Charleroi, Belgio (Cemento indoor) |                          |                                | Belgio      | 5                             |                                  |                               |  |   |                           |                                  |                           |  |   |                       |                       |                       |
|  |                                             | Austria                            | 0                        |                                |             |                               |                                  |                               |  |   |                           |                                  |                           |  |   |                       |                       |                       |
|  |                                             | Austria                            | 0                        | S                              | Belgio      | 5                             |                                  |                               |  |   |                           |                                  |                           |  |   |                       |                       |                       |
|  | Ettenheim, Germania (Terra)                 |                                    |                          | S                              | Belgio      | 5                             |                                  |                               |  |   |                           |                                  |                           |  |   |                       |                       |                       |
|  |                                             | S                                  | Slovacchia               | 0                              |             |                               |                                  |                               |  |   |                           |                                  |                           |  |   |                       |                       |                       |
|  |                                             | S                                  | Slovacchia               | 0                              | Germania    | 2                             |                                  |                               |  |   |                           |                                  |                           |  |   |                       |                       |                       |
|  |                                             |                                    |                          |                                | Germania    | 2                             |                                  |                               |  |   |                           | Mosca, Russia (Sintetico indoor) |                           |  |   |                       |                       |                       |
|  | S                                           | Slovacchia                         | 3                        |                                |             |                               |                                  |                               |  |   |                           |                                  |                           |  |   |                       |                       |                       |
|  | S                                           | Slovacchia                         | 3                        |                                |             |                               |                                  |                               |  |   |                           |                                  |                           |  | S | Stati Uniti           | 1                     |                       |
|  | Bratislava, Slovacchia (Terra)              |                                    |                          |                                |             |                               |                                  |                               |  |   |                           |                                  |                           |  | S | Stati Uniti           | 1                     |                       |
|  |                                             | S                                  | Francia                  | 4                              |             |                               |                                  |                               |  |   |                           |                                  |                           |  |   |                       |                       |                       |
|  | S                                           | S                                  | Francia                  | 4                              | Argentina   | 2                             |                                  |                               |  |   |                           |                                  |                           |  |   |                       |                       |                       |
|  | S                                           | Portorose, Slovenia (Terra)        |                          |                                | Argentina   | 2                             |                                  |                               |  |   |                           |                                  |                           |  |   |                       |                       |                       |
|  |                                             | Slovenia                           | 3                        |                                |             |                               |                                  |                               |  |   |                           |                                  |                           |  |   |                       |                       |                       |
|  |                                             | Slovenia                           | 3                        |                                | Slovenia    | 0                             |                                  |                               |  |   |                           |                                  |                           |  |   |                       |                       |                       |
|  | Mosca, Russia (Sintetico indoor)            |                                    |                          |                                | Slovenia    | 0                             |                                  |                               |  |   |                           |                                  |                           |  |   |                       |                       |                       |
|  |                                             | S                                  | Russia                   | 5                              |             |                               |                                  |                               |  |   |                           |                                  |                           |  |   |                       |                       |                       |
|  |                                             | S                                  | Russia                   | 5                              | Croazia     | 1                             |                                  |                               |  |   |                           |                                  |                           |  |   |                       |                       |                       |
|  |                                             |                                    |                          |                                | Croazia     | 1                             | Mosca, Russia (Sintetico indoor) |                               |  |   |                           |                                  |                           |  |   |                       |                       |                       |
|  | S                                           | Russia                             | 4                        |                                |             |                               |                                  |                               |  |   |                           |                                  |                           |  |   |                       |                       |                       |
|  | S                                           | Russia                             | 4                        |                                |             |                               |                                  |                               |  | S | Russia                    | 2                                |                           |  |   |                       |                       |                       |
|  | Tarragona, Spagna (Terra)                   |                                    |                          |                                |             |                               |                                  |                               |  | S | Russia                    | 2                                |                           |  |   |                       |                       |                       |
|  |                                             | S                                  | Francia                  | 3                              |             |                               |                                  |                               |  |   |                           |                                  |                           |  |   |                       |                       |                       |
|  | S                                           | S                                  | Francia                  | 3                              | Spagna      | 3                             |                                  |                               |  |   |                           |                                  |                           |  |   |                       |                       |                       |
|  | S                                           | Oviedo, Spagna (Terra)             |                          |                                | Spagna      | 3                             |                                  |                               |  |   |                           |                                  |                           |  |   |                       |                       |                       |
|  |                                             | Australia                          | 2                        |                                |             |                               |                                  |                               |  |   |                           |                                  |                           |  |   |                       |                       |                       |
|  |                                             | Australia                          | 2                        | S                              | Spagna      | 1                             |                                  |                               |  |   |                           |                                  |                           |  |   |                       |                       |                       |
|  | Andrézieux-Bouthéon, Francia (Terra indoor) |                                    |                          | S                              | Spagna      | 1                             |                                  |                               |  |   |                           |                                  |                           |  |   |                       |                       |                       |
|  |                                             | S                                  | Francia                  | 4                              |             |                               |                                  |                               |  |   |                           |                                  |                           |  |   |                       |                       |                       |
|  |                                             | S                                  | Francia                  | 4                              | Colombia    | 0                             |                                  |                               |  |   |                           |                                  |                           |  |   |                       |                       |                       |
|  |                                             |                                    |                          |                                | Colombia    | 0                             |                                  |                               |  |   |                           |                                  |                           |  |   |                       |                       |                       |
|  | S                                           | Francia                            | 5                        |                                |             |                               |                                  |                               |  |   |                           |                                  |                           |  |   |                       |                       |                       |

Le perdenti del primo turno accedono ai Play-off con i vincitori del World Group II.

### Finale
| Francia 4 | Olympic Stadium, Mosca, Russia 22–23 novembre 2003 carpet (indoor) | Olympic Stadium, Mosca, Russia 22–23 novembre 2003 carpet (indoor)     | Stati Uniti 1 |     |     |  |
| \| \| \| \| 1 \| 2 \| 3 \| \| \| - \| \| ---------------------------------------------------------------------- \| --- \| --- \| --- \| \| \| 1 \| \| Amélie Mauresmo Lisa Raymond \| 6 4 \| 6 3 \| \| \| \| 2 \| \| Mary Pierce Meghann Shaughnessy \| 6 3 \| 3 6 \| 8 6 \| \| \| 3 \| \| Amélie Mauresmo Meghann Shaughnessy \| 6 2 \| 6 1 \| \| \| \| 4 \| \| Émilie Loit Alexandra Stevenson \| 6 4 \| 6 2 \| \| \| \| 5 \| \| Stéphanie Cohen-Aloro / Émilie Loit Martina Navrátilová / Lisa Raymond \| 4 6 \| 0 6 \| \| \| |                                                                    |                                                                        |               |     |     |  |
| |                                                                    |                                                                        | 1             | 2   | 3   |  |
| 1 | Francia (bandiera) · Stati Uniti (bandiera)                        | Amélie Mauresmo Lisa Raymond                                           | 6 4           | 6 3 |     |  |
| 2 | Francia (bandiera) · Stati Uniti (bandiera)                        | Mary Pierce Meghann Shaughnessy                                        | 6 3           | 3 6 | 8 6 |  |
| 3 | Francia (bandiera) · Stati Uniti (bandiera)                        | Amélie Mauresmo Meghann Shaughnessy                                    | 6 2           | 6 1 |     |  |
| 4 | Francia (bandiera) · Stati Uniti (bandiera)                        | Émilie Loit Alexandra Stevenson                                        | 6 4           | 6 2 |     |  |
| 5 | Francia (bandiera) · Stati Uniti (bandiera)                        | Stéphanie Cohen-Aloro / Émilie Loit Martina Navrátilová / Lisa Raymond | 4 6           | 0 6 |     |  |

## World Group Play-offs
Date: 19–20 luglio
| Impianto (superficie)                  | Squadra ospitante | Punteggio | Squadra ospite |
| -------------------------------------- | ----------------- | --------- | -------------- |
| Pilar, Argentina (Terra)               | Argentina         | 3-2       | Ungheria       |
| Wollongong, Australia (Cemento indoor) | Australia         | 3-2       | Colombia       |
| Neudörfl, Austria (Terra)              | Austria           | 4-1       | Canada         |
| Varaždin, Croazia (Terra)              | Croazia           | 4-1       | Brasile        |
| Durban, Sudafrica (hard)               | Sudafrica         | 1-4       | Rep. Ceca      |
| Giacarta, Indonesia (hard)             | Indonesia         | 2-3       | Germania       |
| Gifu, Giappone (Sintetico indoor)      | Giappone          | 4-1       | Svezia         |
| Winterthur, Svizzera (Terra)           | Svizzera          | 4-1       | Israele        |

- Giappone e Svizzera promosse al World Group della Fed Cup 2004.
- Argentina, Australia, Austria, Croazia, Repubblica Ceca e Germania rimangono nel World Group della Fed Cup 2004.
- Brasile (AM), Canada (AM), Indonesia (AO), Israele (EPA), Ungheria (EPA) e Sudafrica(EPA) rimangono nel Gruppo I Zonale della Fed Cup 2004.
- Colombia (AM) e Svezia (EPA) retrocesse al Gruppo I Zonale della Fed Cup 2004.

## Zona Americana

### Gruppo I
Squadre partecipanti
- Bahamas — retrocessa nel Gruppo II della Fed Cup 2004
- Brasile — promossa al World Group Play-offs
- Canada — promossa al World Group Play-offs
- Cuba
- El Salvador
- Messico
- Paraguay — retrocessa nel Gruppo II della Fed Cup 2004
- Uruguay

### Gruppo II
Squadre partecipanti
- Bermuda
- Bolivia
- Cile — promossa al Gruppo I della Fed Cup 2004
- Costa Rica
- Rep. Dominicana
- Ecuador
- Giamaica
- Porto Rico — promossa al Gruppo I della Fed Cup 2004
- Trinidad e Tobago
- Venezuela

## Zona Asia/Oceania

### Gruppo I
Squadre partecipanti
- Cina
- Taipei cinese
- Hong Kong — retrocessa nel Gruppo II della Fed Cup 2004
- Indonesia — promossa al World Group Play-offs
- Giappone — promossa al World Group Play-offs
- Kazakistan — retrocessa nel Gruppo II della Fed Cup 2004
- Malaysia
- Nuova Zelanda
- Corea del Sud
- Thailandia
- Uzbekistan

### Gruppo II
Squadre partecipanti
- India — promossa al Gruppo I della Fed Cup 2004
- Kirghizistan
- Oceania Pacifica
- Filippine — promossa al Gruppo I della Fed Cup 2004

## Zona Europea/Africana

### Gruppo I
Squadre partecipanti
- Bielorussia
- Bulgaria
- Estonia
- Danimarca
- Georgia — retrocessa nel Gruppo II della Fed Cup 2004
- Regno Unito
- Ungheria — promossa al World Group Play-offs
- Irlanda — retrocessa nel Gruppo II della Fed Cup 2004
- Israele — promossa al World Group Play-offs
- Lussemburgo — retrocessa nel Gruppo II della Fed Cup 2004
- Paesi Bassi
- Polonia
- Romania — retrocessa nel Gruppo II della Fed Cup 2004
- Sudafrica — promossa al World Group Play-offs
- Svizzera — promossa al World Group Play-offs
- Ucraina
- Jugoslavia

### Gruppo II
Squadre partecipanti
- Algeria
- Bosnia ed Erzegovina
- Botswana
- Egitto
- Finlandia
- Grecia — promossa al Gruppo I della Fed Cup 2004
- Lettonia
- Lituania — promossa al Gruppo I della Fed Cup 2004
- Malta
- Marocco
- Norvegia
- Portogallo
- Turchia